# Nathan Truesdell
Nathan Truesdell (* im 20. Jahrhundert in Clark, Missouri) ist ein US-amerikanischer Kameramann, Filmproduzent sowie Filmeditor und Filmregisseur auf dem Gebiet des Dokumentarfilms.

## Leben
Truesdell studierte an der University of Missouri und machte dort einen Abschluss im Bereich der Computerwissenschaft (Computer science). Seit Mitte der 2000er Jahre tritt er als Kameramann, Produzent und im Bereich des Filmschnitts in Erscheinung, seit 2011 führt er auch gelegentlich Regie. Seine Filme werden auf verschiedenen Filmfestivals aufgeführt. Ferner ist er auch als einfacher Kameramann für Film und Fernsehen tätig. 2021 erhielt er eine MacDowell Fellowship. Ein Regisseur, mit dem er mehrfach zusammenarbeitete, ist A. J. Schnack.
Gemeinsam mit Jessica Kingdon und Kira Simon-Kennedy war er für Ascension bei der Oscarverleihung 2022 in der Kategorie Bester Dokumentarfilm für den Oscar nominiert. Kingdon und er wurden auch mit dem Cinema Eye Honors Award ausgezeichnet, hinzu kommen weitere Nominierungen und Auszeichnungen, beispielsweise bei den Independent Spirit Awards und 2021 bei den Gotham Awards. Die Ideen zum Film stammen aus dem Jahr 2017. Es geht um die chinesische Ökonomie und deren verschiedene Ebenen, wie die eigentliche Fabrikarbeit und, im Kontrast dazu, das Konsumverhalten der oberen Klassen. Der Film erfuhr weltweite Rezeption.
Im Jahr 2022 wurde er in die Academy of Motion Picture Arts and Sciences (AMPAS) berufen, die alljährlich die Oscars vergibt.

## Filmografie (Auswahl)
- 2009: Convention
- 2013: Caucus
- 2015: Deprogrammed
- 2016: Speaking Is Difficult
- 2016: Peace In The Valley
- 2017: Balloonfest
- 2018: The Water Slide
- 2019: 8:08 – How We Respond
- 2020: It’s Coming!
- 2021: Ascension